# 超・占事略決
超・占事略決（ちょうせんじりゃっけつ）とは、週刊少年ジャンプに連載されていた漫画『シャーマンキング』に登場する架空の書物、およびそこから名をとったトレーディングカードゲームおよびコンピュータゲームの名称。

## 作中における概要
麻倉葉王が著した、陰陽道の極意書である。あらゆる巫術が記されており、ハオの部下はそのほとんどを著者であるハオ自身に教わっているため高いシャーマン能力を獲得した。原本は麻倉家が保管していたが、そこには葉王が従えていた前鬼と後鬼も封印されており、恐山アンナが打ち破ることで自身の持霊として従えた。元ネタは安倍晴明撰の占事略决。

## トレーディングカードゲーム
TVアニメ『シャーマンキング』を題材としたトレーディングカードゲーム。2001年5月にトミー（現：タカラトミー）から第1弾が発売。アニメ版がベースということもありアニメオリジナルキャラも登場する。それぞれのカードにはシャーマンカード、霊カード、Sp霊カード、攻撃カード、巫術カードなどの分類が存在する。
カードのシリーズは第1弾から第7弾（※グリコ版は第1弾から第4弾）まで発売されていたが、現在は完全に生産中止になっている。GBで発売されたゲームソフト「シャーマンキング 超・占事略決 ふんばり編/メラメラ編」の両バージョン購入者のみ応募可能な全員プレゼントキャンペーンも展開され、その景品であるスペシャルカード（「阿弥陀丸」「ハオ」「超･占事略決ー恐山アンナ」）は現在もインターネット上で1枚あたり数千円で取引されている。また、公式大会の入賞者に贈呈されたプライズカードは流通枚数が限られており、その中でも特にレア度の高い「進化霊・阿弥陀丸」は現在も高値で取引されている（2018年には買い取り価格が15万円の店もありネットでは20万円前後で取引されていた）。
2003年には新シリーズ（超･占事略決O.S）と銘打ち、デザインの刷新や一部ルールの変更と共にほぼ全てのシャーマンやSp霊の強化版カードが登場。これにより過去のカードの多くが使えなくなってしまった。

### 発売タイトル
ブースターパック
1パックあたりカード5枚入。第１弾、未来王降臨編、OSは同時にスターターパックも発売された。
1. 第１弾（First） - 発売：2001年5月31日（全203種類）
2. メラ気合い編（EX） - 発売：2001年8月31日（全108種類）
3. 閃光のダウジング（EX2） - 発売：2001年12月6日（全108種類）
4. 未来王降臨編（Second） - 発売：2002年4月2日（全261種類）
5. ミッキー・B.B.Q（EX3） - 発売：2002年8月1日（全90種類）
6. O・Sブースター1（OS） - 発売：2003年1月31日（全171種類）
7. O・Sブースター2（OS2） - 発売：2003年4月2日（全81種類）

キャラパックシリーズ
1パックあたり18枚入。通常のブースターパックとは異なり内容がほぼ固定されている。
キャラパックは「麻倉葉・道蓮・恐山アンナ・ホロホロ・ファウストⅧ世・玉村たまお・道潤・木刀の竜」の全８バージョン、続編のキャラパック２は「麻倉葉・恐山アンナ・ホロホロ・ファウストⅧ世・メイデン・道蓮・ハオ」の全7バージョンがラインナップされている。
1. キャラパック（CP） - 発売：2001年10月18日（全100種類）
2. キャラパック2（CP2） - 発売：2002年10月3日,11月7日,12月5日,12月26日（全103種類）

グリコ版
江崎グリコから発売。ウエハースチョコにカードが1枚付録。
1. 第1弾（Glico） - 発売：2001年11月（全40種類）
2. 第2弾（Glico2） - 発売：2002年4月23日（全40種類）
3. 第3弾（Glico3） - 発売：2002年8月20日（全40種類）
4. 第4弾（Glico4） - 発売：2002年11月25日（全40種類）

## コンピュータゲーム
シャーマンキング 超・占事略決 ふんばり編/メラメラ編（ゲームボーイカラー/2001年12月21日2バージョン同時発売）
ふんばり編、登場人物
快太（かいた）
ふんばり編の主人公の一人。12歳。カメ屋会員。使用シャーマンは、麻倉葉と恐山アンナ。阿弥陀丸の「仏陀切り」を主体としたデッキを使う。
友人のケビンにバカにされた事から、超・占事略決をはじめ、次第には、全国大会へと上りつめていく。「快太編ストーリー」
2では、第2回のカードゲーム大会の優勝者として、名が知られている。全国大会準決勝でショウに破れるがケビンルートでは決勝まで進む。３では全国大会１回戦でのぞみに敗れるなど目立った活躍はなかった。ケビン達にコケにされると「モキー！」」という猿のような奇声をあげる。
ミツル
ふんばり編の主人公の一人。9歳。マリアの弟。カメ屋会員。使用シャーマンは、麻倉葉とファウストVIII世。（2以降は、玉村たまおになっている。）「こっくりさんの呪い」を使った手札を封じるデッキを使う。
快太達が超・占事略決をはじめているのを見て、ケビンにカードを貰った事から始め、カメ屋一のプレイヤーになっていく。「ミツル編ストーリー」
2では、マリアと共にカメ屋とはかけ離れた別の地区へと引っ越しており、ショウが、超・占事略決を始めるきっかけを作った人物でもある。
マリア
ふんばり編の主人公の一人。16歳。ミツルの姉。使用シャーマンは、恐山アンナとファウストVIII世。（2以降は、フリーになっている。）
ふとした事から、カメ屋のアルバイトになり、いつしかカードゲームの楽しさから、日本一のを目指していく。「マリア編ストーリー」
2では、ミツルと共にカメ屋とはかけ離れた別の地区へと引っ越しており、アルバイトから店長代理へと出世している。
メラメラ編、登場人物
剛（つよし）
メラメラ編の主人公の一人。12歳。カメ屋会員。使用シャーマンは、道連とホロホロ。
物静かな少年なのだが、美女と会った瞬間恋に堕ちる。今回はマリアとお近づきになる為、最強のプレイヤーを目指すのだが。「剛編ストーリー」
ケビン/CMキング（しーえむきんぐ）
メラメラ編の主人公の一人。12歳。カメ屋会員。使用シャーマンは、道連とファウストVIII世（「2」以降は、ハオで、CMキング時は、フリー）
「カードマスター」と呼ばれた少年で、テクニカルなデッキをつかう。コウタとの対戦してたカードゲームに飽きて、新しいカードゲームでも始めようとした所、愛や博士の勧めで超・占事略決をはじめ、プレイヤーの一角となっていく。「ケビン編ストーリー」
2では、カードゲーム大会の上位者として名が知られ、ルートによっては、操作キャラとなってライバル達と戦うシナリオが用意されている。
キャップにサングラスを付けたCMキングと言う裏の顔を持っており大会出場時は基本的にCMキングの名で出場するが３ではハジメが勝手にケビンの名で応募したためそのままの名で大阪大会に参加した。
カナ
メラメラ編の主人公の一人。12歳。カメ屋会員。使用シャーマンは、ファウストVIII世とホロホロ。自称「天才美少女ゲーマー」で「ネクロマンシー」や「愛しのエリザ」を多用してくるデッキを使う。同じく美少女ゲーマーであるマヤにライバル意識を持つ。
ふんばり編、メラメラ編、共通の登場人物
博士（はかせ）
30歳。使用シャーマンは、フリー。
超・占事略決の開発者。あらゆる指摘デッキを使う。ショウや美波には「おっさん」と呼ばれるがその呼び方を嫌っており「博士」と呼ばせようとするがエミに「おじさま」と呼ばれた時は嬉しがっていた。肉まんが好き。
健太（けんた）
10歳。カメ屋会員。使用シャーマンは、麻倉葉。（2以降はアニメオリジナルシャーマンになっている。）
快太に憧れる少年。カードゲームが下手で皆のカモにされているが、めげずに頑張っている。
コウタ
11歳。カメ屋会員。使用シャーマンは、フリー。
ケビンをライバル視する実力者。くノ一を使ったデッキを使用するが、2では合体系のデッキを使う。
ひさ
11歳。カメ屋会員。使用シャーマンは、道連。（2以降はメイデンになっている。）
恐竜と女の子が大好きな少年。その反面、男には非常に冷たい。女の子の霊のデッキを使う。
2では「スリップ博士」や「ジュラシックボンバー」を使った恐竜デッキも使う。
ケイ
14歳。カメ屋会員。使用シャーマンは、ホロホロ。（2以降はアイスメンも使う。）
いつも眠そうにしている女の子。ホロホロが好きで、カードゲームの経験があるが特に強いというわけではない。
2でも登場し、弱いはずのトミを「結構強い」と唯一評価していた。
ナオ
14歳。カメ屋会員。使用シャーマンは、ファーストVIII世。
お墓によく出没する少女でケイの同級生。ファーストが好きで、「お墓参り」を使ったデッキを使う。
2でも登場し、やはりお墓によく出没している。
ハジメ
20歳。カメ屋会員。使用シャーマンは、フリー。（2以降はブンスターになっている。）
見た目とカードテクニックから子供達から恐れられていて、年下の子供ばかりをカモにしている困った大人。
2でも登場し、自称、帝王を名乗っている。タクの実力を高く評価していた。
3では、ケビンに八百長試合を持ちかけるなど情けない一面を見せていた。
愛（あい）
21歳。使用シャーマンは、フリー。（2以降はチョコラブになっている。）
カードショップの店長。全国大会のジャッジも努めている。
サトシの姉。
３ではカメ屋から梅屋に移っているがスミレ堂に客をとられており経営難に悩む。
SKプリンス/サトシ（えすけーぷりんす）
15歳。使用シャーマンは、麻倉葉。（2以降はリぜルグになっている。）
第1回のカードゲーム大会の優勝者。優勝者カードを使って、無慈悲な戦い方で恐れられていたが快太に敗れた事で改心する。本人曰く「カードの強さにおごっていた所を気持ちごと仏陀切られた。」
2ではツル屋のコーチとして登場、前作では乱暴な口調で話していたが穏やかな話し方へと変化している。
スミカの良き師匠として懐かれるのだがSKプリンスと知られた時は拒絶されてしまうも彼女が大事にしていたカードを自身の進化阿弥陀丸をマサムネとのトレードで取り戻し、現在の心境を語った事で和解する。
3では、受験の為、大会は自粛している。
ちなみにSKプリンスとはシャーマンキングの略ではなくサトシ・キムラの略らしく昔から自分に呼称を付けていたようで子供時代のユウ達には「エスパーキムラ」と呼ばせていた。それが災いして快太達に弄られてしまう。
シャーマンキング 超・占事略決2（ゲームボーイアドバンス/2002年7月26日発売）
　登場人物
ショウ
本編の主人公。14歳。ツル屋会員。使用シャーマンは、麻倉葉。
3代目シャーマンキング。ヘッドホンにバッジをたくさん着けた格好をしている。母親に塾に入るよう言われているが本人は嫌がっておりその気は無い。
たまたま通ったツル屋でミツルと出会った事でマンキンカードに興味を持つ。小さい頃は走るのが一番速かったが次第に現実を知り、「一番にはなれない」と2ではネガティブさが目立つがシャーマンキングになった事で自信がついたのか3でユウに敗れても「ライバルは強い方が面白い」と卑屈な面は見られなくなった。２のケビンルートでは準決勝で快太に敗れる。
メイコ
ショウの同級生。14歳。ツル屋会員。使用シャーマンは、道蓮。
卑屈気味なショウを励ます健気な少女。博士に流されるままショウと同時に入会。優等生で初めの頃は勉強が忙しくなかなかショップに顔を出せなかったがツル屋会員と打ち解ける。メガネを外したら美人らしい。
シュン
10歳。ツル屋会員。使用シャーマンは、恐山アンナ。
ミツルと仲良くなり、よく一緒にいる。トミと同じく予選に選ばれなかったがトミと同格に扱われるのは心外らしい。
トミ
13歳。ツル屋会員。使用シャーマンは、ホロホロ。
「動きやすくて楽」という理由からいつも体操着。自身たっぷりでよくデッキ名に「最強」「強すぎる」という単語を入れているが予選大会にも選ばれなかったり周りからはよく「弱い」と言われるなど実力を酷評されている。沖縄出身で北海道に憧れている。「カチンときた」が口癖。
スミカ
10歳。ツル屋会員。使用シャーマンは、ファウストVIII世。
ハヤトの妹。彼からファウスト使いを受け継いだ。第1回の大会でSKプリンス(サトシ)に敗れたせいで兄がマンキンカードをやめてしまったと思い込み、彼を嫌っていた。その正体が慕っていたサトシと知ると彼を拒絶するが後に和解。
タク
15歳。ツル屋会員。使用シャーマンは、木刀の竜。
いつも胸ポケットに「ミッチー」というぬいぐるみを入れておりよく話しかけているが周りからミッチーがぬいぐるみだと触れる事はタブーにされている。大会には『緊張してミッチーの声が聞こえなくなる」という謎の理由から参加しない。３では腹話術を取得していた。勝負に敗れマサムネにカードを盗られたことがある。
マヤ
16歳。ツル屋会員。使用シャーマンは、道潤。
あらゆるカードゲームを経験した通称「ノラネコのマヤ」。カナにライバル視されている。ケビンの勧めでツル屋会員となった。
大会は全国大会２回戦で敗退。
ダイゴ
18歳。フリー会員。使用シャーマンは、道円。
賭け試合を申し込んだり相手の弱みに漬け込んだりするなどユウからは怒りを買ったりショウからは「嫌な大人」と言われるなど周りからの印象はよくない。
２では一回戦でショウに敗れるが、３ではバトルロワイヤルの上位に食い込んだ事で全国大会の出場権を勝ち取り「進化阿弥陀丸」を二枚使ったデッキで３回戦まで進む。
トモノリ
15歳。カメ屋会員。使用シャーマンは、アシル。
実力はあるが寝坊ばかりしてなかなか大会に出られなかったため徹夜して予選に参加し、ショウと対戦した。
ナナコ
14歳。フリー会員。使用シャーマンは、メイデン。
財布を落として困っているところをショウに助けられて以来彼の事が気になっている。マサムネに交際を求められているお嬢様。
デッキ名のセンスが他の人物よりも頭一つ出ている。
マサムネ
15歳。フリー会員。使用シャーマンは、ハオ。
サングラス、ネックレスを身に着け性格通りのチャラ目の格好をしいる。何食わぬ顔で相手に掛け試合を持ちかけ、カードを奪うなどプレイヤーの間で恐れられていて偶然快太からカードを借りていたケビンから「進化阿弥陀丸」を手に入れたことでそれが加速、SKプリンスだった頃のサトシに憧れて彼のプレイスタイルを真似、強力なカードで相手を叩きのめすといった戦術を用いていた。決勝でショウに敗れてからは改心、奪ったカードを返し純粋にカードゲームを楽しむようになる。2では自分が優勝した際には交際するようナナコに求めていた。３では自分の強気すぎる性格を改めようとする一面も。
ハヤト
16歳。ツル屋会員。使用シャーマンは、ブンスター。
SKプリンスに敗れて以来カードをやめたと思われていたが本当はマサムネに大事なカードを奪われた事がきっかけだった。後に「ブンスター使いのハヤト」として再起。誠実な性格であるがコスプレ好きというオタクな面もある。

シャーマンキング 超・占事略決3（ゲームボーイアドバンス/2002年12月13日発売）
　登場人物
ユウ
本編の主人公。13歳。梅屋会員。使用シャーマンは、麻倉葉。
4代目シャーマンキング。東京から大阪に引っ越してきた。一番好きな漫画は「シャーマンキング」。エミに近づきたい気持ちでマンキンカードを始めるが次第に才能が開花していき、スミレ堂に客を取られている梅屋を立て直すべく「梅屋のヒーロー」として大会に臨む。思いやりのある性格で大会で手に入れた進化阿弥陀丸を美波やのぞみに渡し、進化阿弥陀丸を持たないシャーマンキングとなるがストーリー上所持していない事になっているだけで進化阿弥陀丸をデッキに組む事は可能。美波と共にサトシや愛とは物語以前から交流がある。
美波（みなみ）
12歳。梅屋会員。使用シャーマンは、恐山アンナとホロホロ。
ユウの師匠。イジメられてたユウを庇った事で自身がイジメの対象となってしまうが逆にユウに助けられる。自分の店の象徴である「梅屋バッジ」をデザインするが下手すぎて周りからは梅の花と認識されない。
エミ
13歳。梅屋会員。使用シャーマンは、リリララと道連。
ユウに気があるようだが、美波とユウの仲を応援する。ユウが梅屋に通っていると本人から聞いたことから自身も梅屋に通い始め、美波と仲良くなった。
タケキ
12歳。梅屋会員。使用シャーマンは、朝倉幹久とホロホロ。
スミレ堂に通うか迷っていたが勝つ事ばかり考えている会員に嫌気がさし、梅屋会員となる。
のぞみ
14歳。どさんこ屋会員。使用シャーマンは、シルバとホロホロ。
目の手術を控えた妹のために「進化阿弥陀丸」を手に入れるべく大会に臨む。修行のためユウの少し後にツル屋にやって来た。本気デッキではなかったとはいえショウに勝ったり大会で快太を破ったりするなど腕は立つ。本意ではなかったが予選でイカサマを行った所をダイゴに見破られ、弱みに付け込まれ進化阿弥陀丸を奪われてしまい全国大会で快太や予選通過者に阿弥陀丸のトレードや賭けを持ちかけるなど暴走していた。後に優勝したユウから進化阿弥陀丸を譲られた事でやや嫌い気味だった彼に好意を持つようになる。
ナオト
14歳。スミレ堂会員。使用シャーマンは、フリー。
強力なプレイヤーのデッキを元にしたコピーデッキを使用(本人は数枚変えているため、コピーではないと言い張る)。スミレ堂会員にもコピーした自分のデッキを使用させる。勝つ事にこだわっていたがユウに敗れた事で改心。以前シャーマンキングのコピーデッキを使い、小さな大会で優勝した事がコピーにこだわる理由だった。
登場シャーマン / 麻倉葉 - 佐藤ゆうこ / 恐山アンナ - 林原めぐみ / 道蓮 - 朴璐美 / ホロホロ - 上田祐司  /ファウストVIII世 - 子安武人 / 木刀の竜 - 田中正彦 / 善良 / リゼルグ - 沢海陽子 / チョコラブ - くまいもとこ / ハオ - 高山みなみ / ボリス / ペヨーテ / カンナ / マリ / マッチ / シルバ / リリララ / ターバイン / ザンチン
登場霊 / 阿弥陀丸 - 小西克幸 / マタムネ / 前鬼&後鬼 / 馬孫 - 辻親八 / コロロ / エリザ / トカゲロウ / モルフィン / ミック / スピリット・オブ・ファィア
すべてキングレコードから発売。『3』ではアニメ版での声優によるキャラクターボイスが含まれている。『2』は葉のみ。